# John Gardner Wilkinson

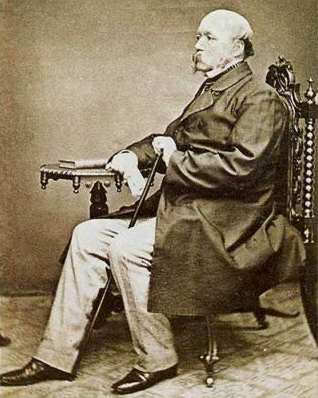
John Gardner Wilkinson

Sir John Gardner Wilkinson (* 5. Oktober 1797 in Little Missenden, Buckinghamshire; † 29. Oktober 1875 in Llandovery, Wales) war ein britischer Ägyptologe. Er gilt als Begründer der britischen Ägyptologie.

## Leben
Seine Eltern waren Reverend John Wilkinson und Mary Ann Gardner. Die Eltern starben früh, und so war er bereits im Jahr 1807 Vollwaise. Wilkinson besuchte die Schule in Harrow und begann 1816 mit dem Studium am Exeter College in Oxford, das er allerdings 1818 ohne Abschluss abbrach, um zur Armee zu gehen.
Wilkinson war sehr reisefreudig, schon in den Jahren 1817 und 1818 zog es ihn auf den europäischen Kontinent. Im Jahr 1819 reiste er erneut nach Frankreich, Deutschland und Italien. In Neapel traf er 1820 den Archäologen Sir William Gell, der ihn überredete, den Militärdienst aufzugeben und unter seiner Leitung Archäologie und die Hieroglyphen zu studieren.
Im Oktober 1821 reiste Wilkinson zum ersten Mal nach Ägypten. Er war 24 Jahre alt, als er in Alexandria ankam, ein Jahr vor der Entschlüsselung der Hieroglyphen durch Jean-François Champollion. Bis zu diesem Zeitpunkt war Ägypten das Ziel rustikaler Abenteurer wie Henry Salt, Giovanni Battista Belzoni oder Bernardino Drovetti, die Intrigen und Gewalt einsetzten, um Gräber zu öffnen und an vermutete Schätze zu gelangen. Wilkinsons Ankunft markierte einen Umbruch im Denken: sein Ziel war die Dokumentation der Objekte vor Ort (bevor sie dann doch entfernt wurden).
In den Jahren 1824 und 1827–1828 leitete er Ausgrabungen in Theben/West, speziell im Tal der Könige. Er baute sich 1826 ein Haus in Gurna, lief mit Zeichenblock, Pinsel und brauner Ölfarbe durch die thebanische Nekropole und zeichnete nahezu alle Inschriften ab, die er fand. Es gab keine Hieroglyphe, die es nicht wert war, von ihm aufgezeichnet zu werden. Im Tal der Könige nummerierte er mit der Farbe die Königsgräber. 21 offene Gräber waren bekannt, dazu vier weitere im Westtal. Dieses Nummernsystem gilt heute noch. Auf der Grundlage der Inschriften in den Königsgräbern entwickelte Wilkinson eine Chronologie des Neuen Reiches und erstellte einen Übersichtsplan des alten Theben.
Wilkinson kehrte 1833 nach England zurück und wurde 1839 zum Ritter geschlagen.
 
Zwischen 1841 und 1849 besuchte er wieder Ägypten und forschte im Wadi Natron, aber auch in Bosnien, Herzegowina und Montenegro. Den Winter 1849/1850 verbrachte er mit dem Studium des Königspapyrus Turin und publizierte eine neue Übersetzung. 1852 wurde er zum D.C.L. (Dr. jur.) der Oxford University ernannt.
Seine letzte Ägyptenreise war von 1855 bis 1856. Er arbeitete am Labyrinth von Hawara und identifizierte dieses als den Totentempel des Amenemhet III. In Amarna war er der erste, der dieses Gebiet kartografierte, aber auch Beni Hassan und Gebel Barkal wurde von Wilkinson besucht und die Grabmalereien dokumentiert.
Im Jahr 1856 heiratete Wilkinson Caroline Catherine Lucas (1822–1881), eine Schauspielerin und Botanikerin, und lebte in Tenby/Pembrokeshire an der Küste von Süd-Wales bis 1866.
Wilkinsons Aufzeichnungen liegen heute in 56 großformatigen Bänden in der Bodleian Library in Oxford und werden immer noch zu Forschungszwecken herangezogen.

## Publikationen
- Materia Hieroglyphica, 2 Bde. (1828–1830);
- Topographical Survey of Thebes (1830);
- Topography of Thebes, and General View of Egypt (1835);
- Manners and Customs of the Ancient Egyptians, 3 Bde. (1837);
- A Handbook for Egypt (1847);
- Dalmatia and Montenegro; with a journey to Mostar in Herzegovina, and remarks to the Slavonic nations, the history of Dalmatia and Ragus, the Uskoks etc. (1848),[1] 2 Bde. Dt. Übers. von Wilhelm Adolf Lindau, 1849. (Digitalisat von Teil 2 aus dem Bestand des Instituts für Ost- und Südosteuropaforschung);
- The Architecture of Ancient Egypt, 2 Bde. (1850);
- The Egyptians in the time of the Pharaohs (1871);
- Desert plants of Egypt (1887).